# けんか空手 極真拳
『けんか空手 極真拳』（けんかからて きょくしんけん、Champion of Death）は、1975年の日本映画。主演：千葉真一、監督：山口和彦、製作：東映、カラー・シネマスコープ、88分。『けんか空手シリーズ』の第1作。

## 概要
劇画『空手バカ一代』の一部を映画化し、大山倍達の苦難の半生を描いた物語。本職の空手家らも「Sonny Chiba（サニー千葉）の空手は本物」という評価をし、それが定着していくこととなる。大山に扮した千葉は、極真会館の前身である大山道場の時代から千葉は極真カラテを修行しており、大山の愛弟子である。大山の妻となる藤巻智八子に多岐川裕美、大山の一番弟子・有明省吾には千葉治郎、敵役には成田三樹夫・石橋雅史などの配役で脇を固めている。石橋は大山道場で師範代を務めており、千葉の先輩にあたる。本作には大山、以下当時の極真会館の精鋭が協力した。

## ストーリー
戦後初めての全日本空手道選手権大会に、大山倍達は飛び入りで参加。圧倒的な強さで日本一になるものの、空手界の大御所たちは「寸止めではなく直接打撃制」を主張する大山を危険分子として扱い、「けんか空手」、「邪道空手」と非難し、孤立させる。そんな大山は妻と出会い、弟子もでき、村を暴走する牛と戦い、倒したことから世間から認知されていく。しかし弟子の行動が裏目に出て、彼をやむなく破門。正当防衛とはいえ殺人をしてしまうなど、いろいろな障害とぶつかる。それらを乗り越え、様々な敵と戦っていくなかで、大山は自ら信じる空手道の完成を目指し、修行を続けていく。

## キャスト
- 千葉真一 - 大山倍達

- 成田三樹夫 - 中曽根龍起
- 多岐川裕美 - 藤巻智八子
- 石橋雅史 - 南部棋八郎
- 千葉治郎 - 有明省吾[注釈 2]
- 室田日出男 - 仁科守雄
- 由利徹 - ムッシュ小島
- 今井健二 - 剣鬼
- 内田勝正 - 玄
- 小林稔侍 - ニハシ
- 河合絃司 - 村田警部補
- 原田力 - 武林倉之助
- 茅島成美 - 仁科幸恵
- 日尾孝司 - 喜多村
- 苅谷俊介 - 与那島
- 土山登士幸 - 金子
- 佐藤晟也 - 沢田
- 斎藤一之 - 林田
- 城春樹 - 山室
- 亀山達也 - 水野
- 金田治 - 権藤
- 李東竜 - 藤田東成
- 谷本小夜子 - 兄嫁
- 長谷川誉 - 仁科雄一
- ジャパンアクションクラブ (JAC)
- 真樹日佐夫 - 近江四段
- 東孝 - 全日本空手道選手権大会準決勝の対戦相手

- 極真会館 - 郷田勇三・添野義二・佐藤勝昭・大石代悟・西田幸夫・盧山初雄・佐藤俊和・東谷巧・南里宏・山田政彦・高木薫・大山倍達
- 配役不明 - 相馬剛三・久地明・野口元夫・時本和也・畑中猛重・清水照夫・西本良治郎・須賀良・山本緑・青木卓司・幸英二・沢田浩二、フレッド・ホザード、ジョージ・フィリップス、春田三三夫・井上誠吾・梶原一騎

## スタッフ
- 監督 - 山口和彦
- 企画 - 太田浩児
- 原作 - 梶原一騎・影丸譲也
- 脚本 - 鈴木則文・中島信昭
- 撮影 - 中島芳男
- 録音 - 広上益弘
- 照明 - 梅谷茂
- 美術 - 藤田博
- 編集 - 田中修
- 助監督 - 福湯通夫
- 記録 - 山田康代
- 擬斗 - 日尾孝司
- スチール - 遠藤努
- 進行主任 - 松本可則
- 装置 - 小早川一
- 装飾 - 田島俊英
- 美粧 - 井上守
- 美容 - 宮島孝子
- 衣裳 - 福崎精吾
- 演技事務 - 石川通生
- 現像 - 東映化学
- 音楽 - 菊池俊輔

## 製作
牛殺しのシーンでは、牛を管理する業者に「肉が落ちるから、あまり麻酔を打たないでくれ」と要求され、牛がなかなかおとなしくならず、撮影にリスクがあった。大山倍達が正当防衛でヤクザを殺し、罪滅ぼしでその妻子を養う物語を、山口和彦は太田浩児に「『無法松の一生』のような、ほのかな心打つ恋を描こうよ」と未亡人役に清楚な女優を依頼していたが、キャスティングされた茅島成美では想定していたイメージに反するため、山口は変更を余儀なくされた。

## 主題歌・挿入歌
主題歌
- 「空手道」（歌：渥美健）
  - 作詞：梶原一騎、作曲：遠藤実、編曲：斉藤恒夫

挿入歌
- 「男ひとすじ」（歌：渥美健）
  - 作詞：真樹日佐夫、作曲：越純平、編曲：斉藤恒夫